# Andreas Küttel
Andreas Küttel (Einsiedeln, 25 april 1979) is een schansspringer uit Zwitserland.
Andreas Küttel begon met schansspringen in 1986 en debuteerde in de wereldbekercompetitie in het seizoen 1993/94. Hij won zijn eerste wedstrijd tijdens de zomer-Grand-Prix in 2005 in Bischofshofen (Oostenrijk). Zijn persoonlijk record van 222,5 meter vestigde hij bij het skivliegen in Planica (Slovenië). Dit is tevens het Zwitsers nationaal record.
De eerste door hem gewonnen wereldbekerwedstrijd was op 3 december 2005 in Lillehammer, waarbij hij een nieuw schansrecord vestigde. In het seizoen 2005/2006 werd hij derde in het algemeen klassement.
In 2009 werd Küttel in Liberec wereldkampioen op de grote schans.
In 2025 gaf Küttel toe 'valsgespeeld' te hebben tijdens zijn carrière door het sprayen van haarlak om de luchtweerstand te verminderen.

## Wereldbekerwedstrijd
Küttel won tot begin 2009 vijf keer een wereldbekerwedstrijd. Deze staan in de volgende tabel.
| Datum            | Plaats                 | Land        |
| ---------------- | ---------------------- | ----------- |
| 3 december 2005  | Lillehammer            | Noorwegen   |
| 9 december 2005  | Harrachov              | Tsjechië    |
| 7 maart 2006     | Kuopio                 | Finland     |
| 1 januari 2007   | Garmisch-Partenkirchen | Duitsland   |
| 23 december 2007 | Engelberg              | Zwitserland |